# Яськовцы (Лидский район)
Яськовцы (бел. Я́ськаўцы) — деревня в Лидском районе Гродненской области Беларуси. В составе Дубровенского сельсовета.

## География
Пролегает дорога Н-6165.
Ближайшие населённые пункты Дубровня, Несиковщизна, Огородники и др.

## История
С 1905 года в Лидской волости Лидского уезда Виленской губернии.

## Население

### Численность
- 2009 год — 44 жителей

### Динамика
- 1905 год — 139 жителей (Ясковцы)[2]
- 1999 год — 41 жителей (перепись населения)
- 2009 год — 44 жителей (перепись населения)[2]